# 滝村弘方
瀧村 弘方（たきむら ひろかた、明治元年〈1868年〉 - 明治22年〈1889年〉6月）とは、明治時代の浮世絵師。

## 来歴
河鍋暁斎の門人。姓は名鏡、後に瀧村を称す。名は次郎吉。洞春または同春とも号す。尾形月耕の弟。明治中期に新聞錦絵と挿絵を少数描いている。明治17年（1884年）、第2回内国絵画共進会に「人物」を出品している。ただし東京日日新聞によると、「遊女の図」という題となっている。明治18年（1885年）刊行の合巻『襲褄辻花染』（かさねづまつじがはなぞめ）一冊などの挿絵が知られる。この作品は文政7年（1824年）に刊行された際には、歌川豊国が挿絵を描いている。同じく明治18年（1885年）刊行の合巻『膏油橋河原祭文』（あぶらばしかわらさいもん）の挿絵も手掛ける。明治22年（1889年）6月、投身自殺したとも、また溺死したともいう。享年22。

## 作品
- 「説話人物」 絹本墨画着色 ボストン美術館所蔵